# Сципіони (давньоримський рід)
Сципіони (лат. Scipio — букв. «Жезл», «палиця»; назва пов'язана з легендою про молодика, що скрізь супроводжував свого сліпого батька, служачи наче палицею) — римський когномен, гілка роду Корнеліїв, що відрізнялася суворим патріархальним вихованням, скромністю і відданістю близьким. Сципіони були звичайно політичними союзниками Павлів з роду Еміліїв, деякий час регулярно обиралися консулами і були досить впливовими у кінці першої серії Іллірійських воєн 229-219 рр. до н. е. Відомі:
- Луцій Корнелій Сципіон (IV ст. до н. е.) — консул 350 до н. е.;
- Луцій Корнелій Сципіон Барбат (337—270 до н. е.) — консул 298 до н. е., великий понтифік з 304—270 до н. е.;

- Гней Корнелій Сципіон Азіна;

- Гней Корнелій Сципіон Кальв;

- Публій Корнелій Сципіон, консул 218 року до н. е.;

- Публій Корнелій Сципіон Африканський, переможець Ганнібала, консул 205 і 194 рр. до н. е.;

- Публій Корнелій Сципіон Назіка Коркул;

- Луцій Корнелій Сципіон Азіатик;

- Луцій Корнелій Сципіон, претор 174 до н. е.;

- Публій Корнелій Сципіон Назика Коркул, консул 162 і 155 рр. до н. е.

- Публій Корнелій Сципіон Назика Серапіон;

- Публій Корнелій Сципіон, консул 16 до н. е.;

- Публій Корнелій Сципіон, консул 52 р.;

- С. Корнелій Сципіон Л. Салюдіен Орфіт, консул 149 р.;

- С. Корнелій Сципіон Салюдіен Орфіт, консул 178 р.

Багато хто зі Сципіонів були поховані в гробниці Сципіонів на Аппієвій дорозі.

## Вшанування пам'яті
На честь Сципіонів названі 3 міста в США: Сціпіо в штаті Нью-Йорк, Сціпіо в Юті і Сціпіо Тауншип в Мічигані.
Марш з опери «Сципіон» Георга Фрідріха Генделя використовується оркестром британських гренадерів.